# Йозеф Влірс
Йозеф Жан Влірс (фр. Joseph Jean Vliers, 18 грудня 1932, Тонгерен — 19 січня 1994, там само) — бельгійський футболіст, що грав на позиції нападника, зокрема, за клуби «Беєрсхот» та «Стандард» (Льєж), а також національну збірну Бельгії. По завершенні ігрової кар'єри — тренер.
Дворазовий чемпіон Бельгії. Володар Кубка Бельгії. 

## Клубна кар'єра
У футболі дебютував 1951 року виступами за команду «Тонгерен», в якій провів три сезони. 
Протягом 1954—1956 років захищав кольори команди «Расінг Брюссель».
Своєю грою за останню команду привернув увагу представників тренерського штабу клубу «Беєрсхот», до складу якого приєднався 1956 року. Відіграв за команду з Антверпена наступні три сезони своєї ігрової кар'єри.
1959 року перейшов до клубу «Стандард» (Льєж), за який відіграв 7 сезонів.  Більшість часу, проведеного у складі «Стандарда», був основним гравцем атакувальної ланки команди. За цей час двічі виборював титул чемпіона Бельгії. Завершив професійну кар'єру футболіста виступами за команду «Стандард» (Льєж) у 1966 році.

## Виступи за збірну
1955 року дебютував в офіційних матчах у складі національної збірної Бельгії. Протягом кар'єри у національній команді провів у її формі 6 матчів.
Був присутній в заявці збірної на чемпіонаті світу 1954 року у Швейцарії, але на поле не виходив.

## Кар'єра тренера
Розпочав тренерську кар'єру невдовзі по завершенні кар'єри гравця, 1967 року, очоливши тренерський штаб клубу «Расінг Вайт».
1969 року став головним тренером команди «Беєрсхот», тренував команду з Антверпена один рік.
Згодом протягом 1976–1977 років очолював тренерський штаб клубу «Антверпен».
1979 року прийняв пропозицію попрацювати у клубі «Нюрнберг». Залишив нюрнберзький клуб того ж року.
Протягом одного року, починаючи з 1984, був головним тренером збірної Люксембурга.
1988 року був запрошений керівництвом клубу «Стандард» (Льєж) очолити його команду, з якою пропрацював до 1988 року.
Протягом тренерської кар'єри також очолював «Берінген», «Ватерсхей Тор» та «Тонгерен».
Останнім місцем тренерської роботи був «Генк», головним тренером команди якого Йозеф Влірс був з 1988 по 1989 рік.
Помер 19 січня 1994 року на 62-му році життя.

## Титули і досягнення

### Як гравця
- Чемпіон Бельгії (2):

«Стандард» (Льєж): 1960—1961, 1962—1963
- Володар Кубка Бельгії (1):

«Стандард» (Льєж): 1965—1966
- Найкращий бомбардир Ліги Жупіле: 1957—1958 (25)